# Шадири
Шадири (фр. Chadurie) насеље је и општина у западној Француској у региону Поату-Шарант, у департману Шарант која припада префектури Ангулем.
По подацима из 2011. године у општини је живело 520 становника, а густина насељености је износила 31,67 становника/km². Општина се простире на површини од 16,42 km². Налази се на средњој надморској висини од 109 метара (максималној 201 m, а минималној 78 m).

## Демографија
| 1962. | 1968. | 1975. | 1982. | 1990. | 1999. | 2011. |
| ----- | ----- | ----- | ----- | ----- | ----- | ----- |
| 381   | 449   | 408   | 417   | 474   | 484   | 520   |

График промене броја становника у току последњих година